# Capi di governo della Croazia
I capi di governo della Croazia succedutisi a partire dal 1953 sono i seguenti.

## Lista

### Repubblica Socialista di Croazia
Presidenti del Consiglio esecutivo (1953-1990)
| Presidente           | Mandato | Mandato |
| Presidente           | Dal     | Al      |
| Vladimir Bakarić     | 1953    | 1953    |
| Jakov Blažević       | 1953    | 1962    |
| Zvonko Brkić         | 1962    | 1963    |
| Mika Špiljak         | 1963    | 1967    |
| Savka Dabčević-Kučar | 1967    | 1969    |
| Dragutin Haramija    | 1969    | 1971    |
| Ivo Perišin          | 1971    | 1974    |
| Jakov Sirotković     | 1974    | 1978    |
| Petar Fleković       | 1978    | 1980    |
| Ante Marković        | 1980    | 1986    |
| Antun Milović        | 1986    | 1990    |

### Repubblica di Croazia
Presidenti del Governo (dal 1990)
| Presidente del Governo       | Presidente del Governo | Presidente del Governo | Partito      | Mandato          | Mandato          | Presidente della Repubblica |
| Presidente del Governo       | Presidente del Governo | Presidente del Governo | Partito      | Inizio           | Fine             | Presidente della Repubblica |
| ---------------------------- | ---------------------- | ---------------------- | ------------ | ---------------- | ---------------- | --------------------------- |
|                              |                        | Stjepan Mesić          | HDZ          | 30 maggio 1990   | 24 agosto 1990   | Franjo Tuđman               |
|                              |                        | Josip Manolić          | HDZ          | 24 agosto 1990   | 17 luglio 1991   | Franjo Tuđman               |
|                              |                        | Franjo Gregurić        | HDZ          | 17 luglio 1991   | 12 agosto 1992   | Franjo Tuđman               |
|                              |                        | Hrvoje Šarinić         | HDZ          | 12 agosto 1992   | 3 aprile 1993    | Franjo Tuđman               |
|                              |                        | Nikica Valentić        | HDZ          | 3 aprile 1993    | 7 novembre 1995  | Franjo Tuđman               |
|                              |                        | Zlatko Mateša          | HDZ          | 7 novembre 1995  | 27 gennaio 2000  | Franjo Tuđman               |
| Vlatko Pavletić (ad interim) |                        | Zlatko Mateša          | HDZ          | 7 novembre 1995  | 27 gennaio 2000  |                             |
|                              |                        | Ivica Račan            | SDP          | 27 gennaio 2000  | 23 dicembre 2003 |                             |
| Zlatko Tomčić (ad interim)   |                        | Ivica Račan            | SDP          | 27 gennaio 2000  | 23 dicembre 2003 |                             |
| Stjepan Mesić                |                        | Ivica Račan            | SDP          | 27 gennaio 2000  | 23 dicembre 2003 |                             |
|                              |                        | Ivo Sanader            | HDZ          | 23 dicembre 2003 | 6 luglio 2009    |                             |
|                              |                        | Jadranka Kosor         | HDZ          | 6 luglio 2009    | 23 dicembre 2011 |                             |
| Ivo Josipović                |                        | Jadranka Kosor         | HDZ          | 6 luglio 2009    | 23 dicembre 2011 |                             |
|                              |                        | Zoran Milanović        | SDP          | 23 dicembre 2011 | 22 gennaio 2016  |                             |
| Kolinda Grabar Kitarović     |                        | Zoran Milanović        | SDP          | 23 dicembre 2011 | 22 gennaio 2016  |                             |
|                              |                        | Tihomir Orešković      | Indipendente | 22 gennaio 2016  | 19 ottobre 2016  |                             |
|                              |                        | Andrej Plenković       | HDZ          | 19 ottobre 2016  | in carica        |                             |
| Zoran Milanović              |                        | Andrej Plenković       | HDZ          | 19 ottobre 2016  | in carica        |                             |